# Arthur Friedenreich
Arthur Friedenreich (født 19. juli 1892 i Sao Paulo, død 6. september 1969) var en brasiliansk fodboldspiller kaldet "Tigeren". Arthur Friedenreich var en af de første sorte brasilianske fodboldspillere, og muligvis sportens første sorte stjerne. Arthur Friedenreichs far Oscar Friedenreich var fra Tyskland men emigrerede til Brasilien, Arthur Friedenreichs mor Mathilde var afro-brasilianer.
Fra år 1910 spillede han for flere São Paulo-klubber, og i år 1914 fik han debut på det brasilianske landshold. Han spillede 22 landskampe, hvor han vandt Copa América i 1919 og 1922 og scorede 10 mål.
Man mener, at Friedenreich er den mest scorende nogensinde, med enten 1239 mål i 1329 kampe eller 1329 mål 1239 kampe. Tvivlen skyldes, at ikke alle kampe er godkendt af FIFA som "rigtige" kampe, da der ikke er beviser for, at han scorede.